# Салча (Долж)
Салча (рум. Salcia) — село у повіті Долж в Румунії. Входить до складу комуни Арджетоая.
Село розташоване на відстані 210 км на захід від Бухареста, 33 км на північний захід від Крайови.

## Населення
За даними перепису населення 2002 року у селі проживали 1312 осіб, усі — румуни. Усі жителі села рідною мовою назвали румунську.